# Polypedates megacephalus
Espèce
Synonymes
- Polypedates maculatus var. unicolor Müller, 1878

Statut de conservation UICN

 LC  : Préoccupation mineure

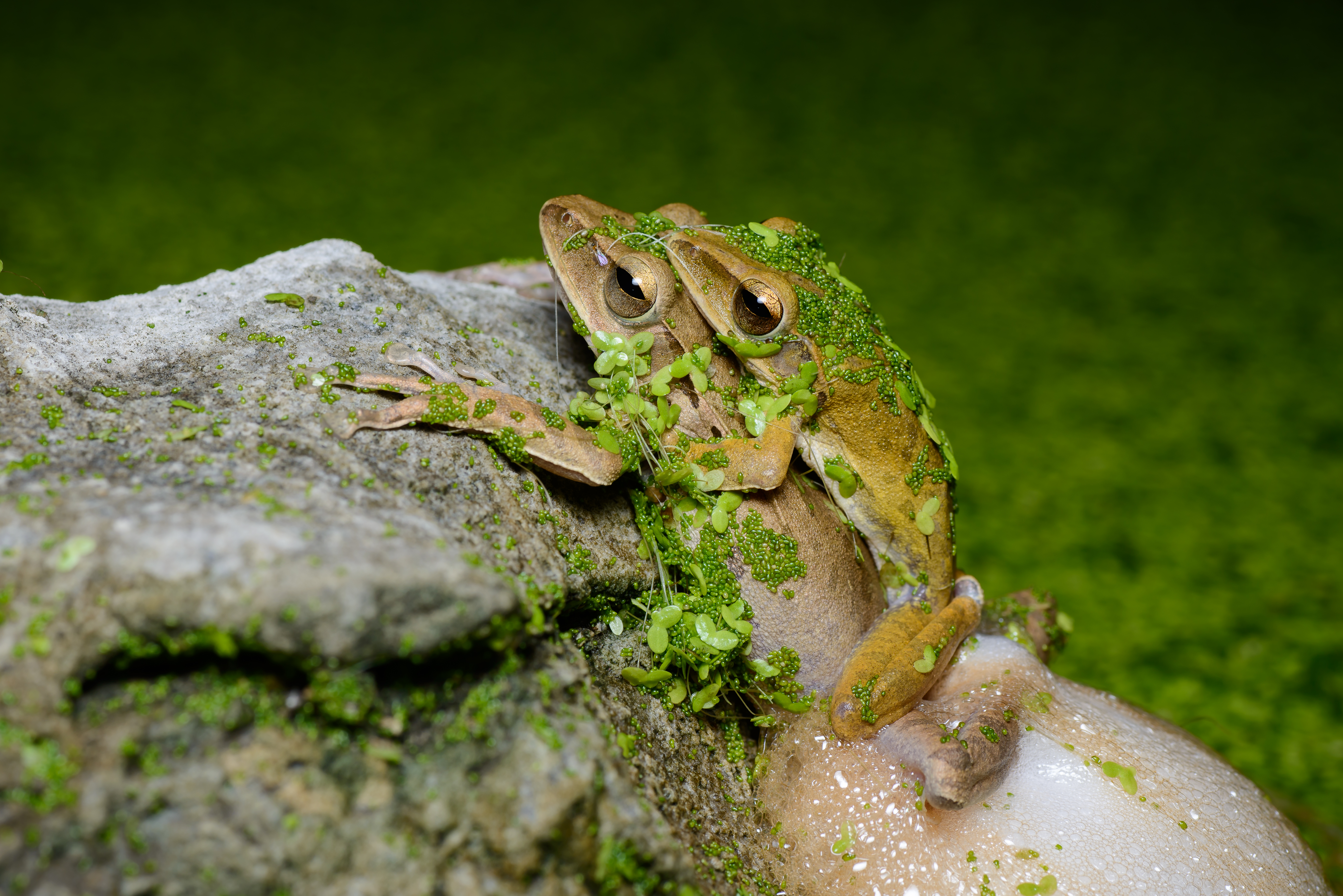
La reproduction chez les polypedates megacephalus dans le เขานางพันธุรัต, parc forestier de Thaïlande. Juin 2017.

Polypedates megacephalus est une espèce d'amphibiens de la famille des Rhacophoridae.

## Répartition
Cette espèce se rencontre :
- en République populaire de Chine du Tibet au Hainan ;
- dans le nord-est du Viêt Nam ;
- en Thaïlande ;
- en Inde dans les États de Meghalaya et du Nagaland.

Sa présence est incertaine au Laos et en Birmanie. Elle a été introduite sur les îles de Guam et d'Okinawa.

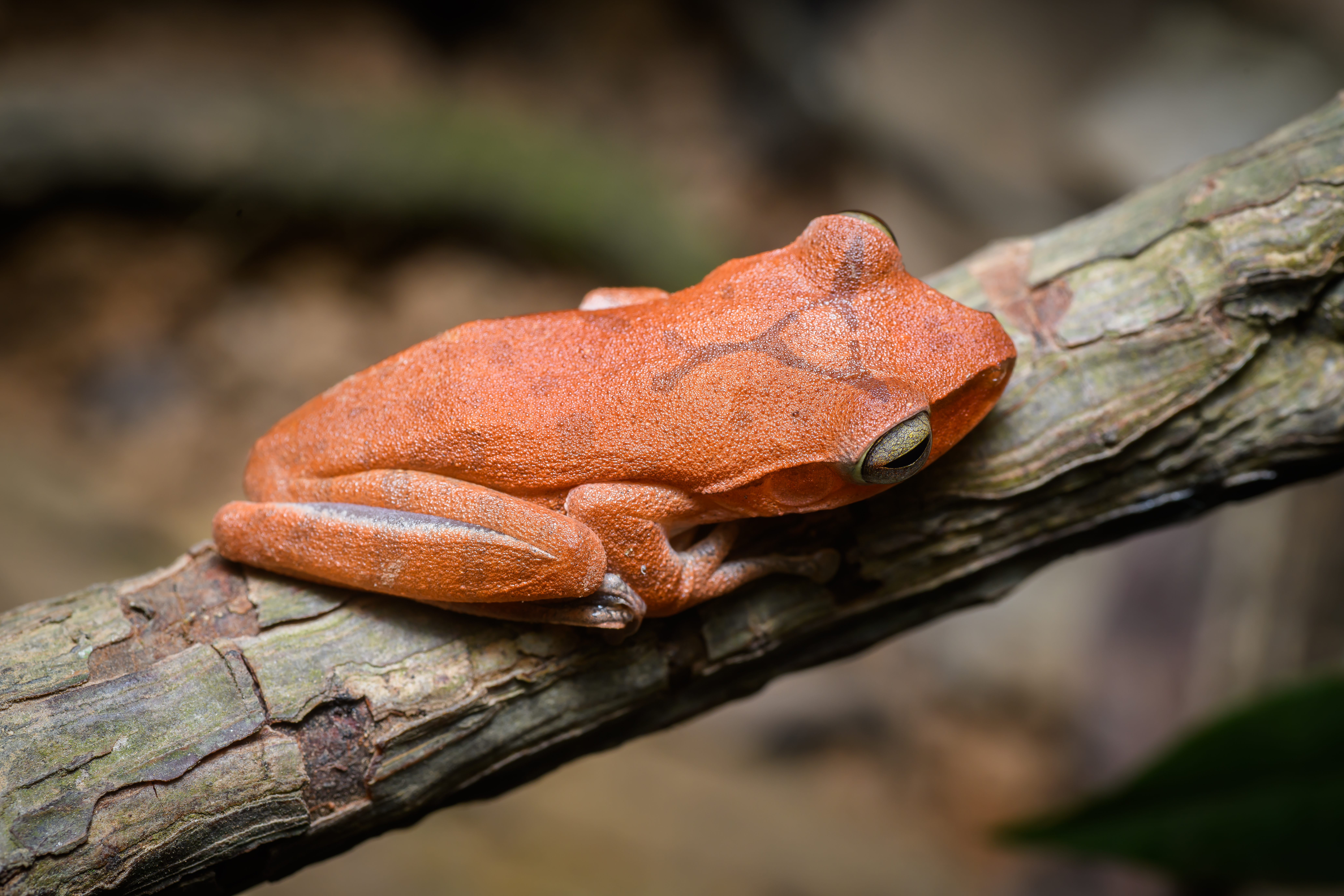
Polypedates megacephalus

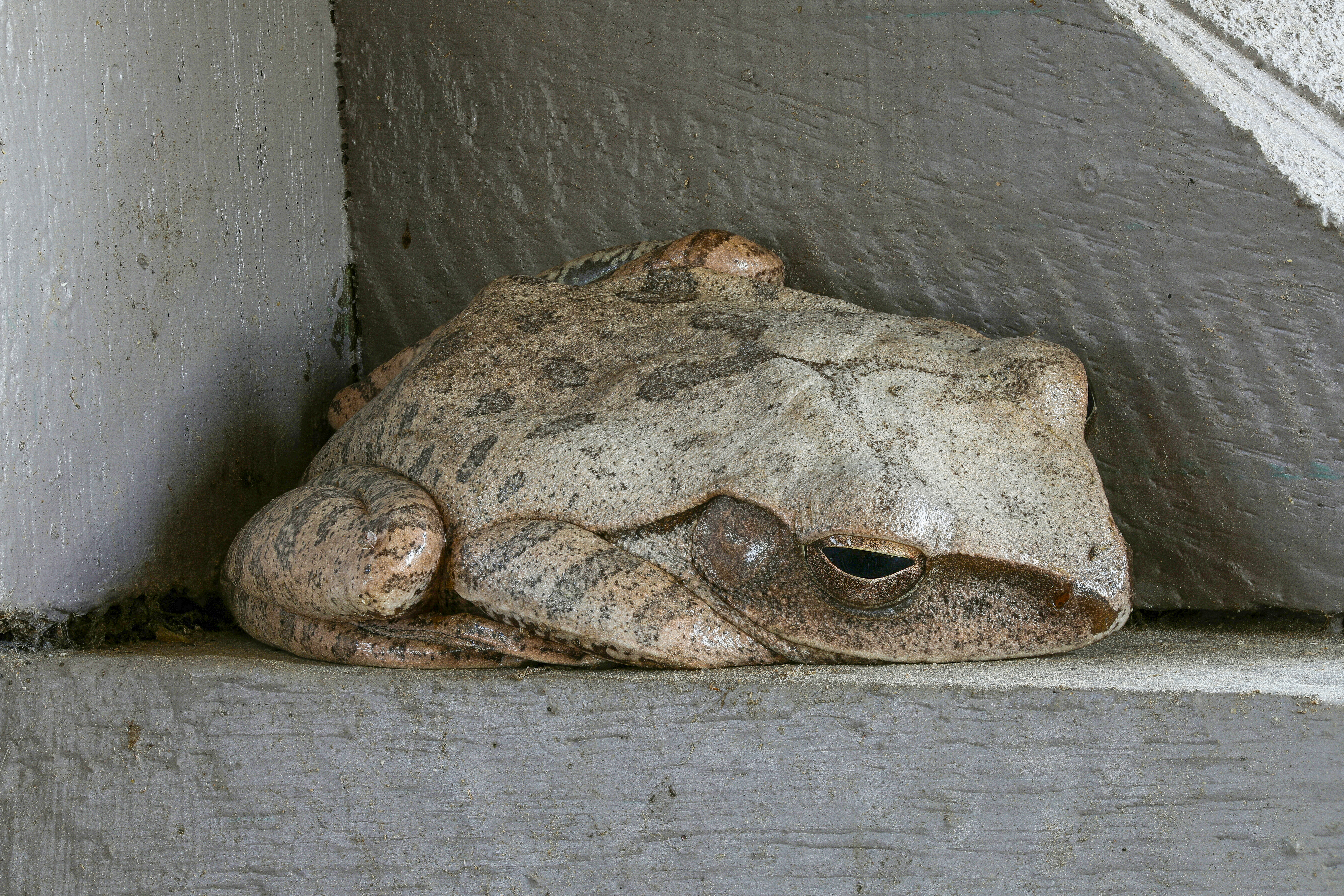
Polypedates megacephalus au repos sur une poutre en bois, à Si Phan Don, Laos. Taille approximativement 50 mm (2.0 in) sans les pattes. Février 2019.

## Publication originale
- Hallowell, 1861 "1860" : Report upon the Reptilia of the North Pacific Exploring Expedition, under command of Capt. John Rogers, U. S. N. Proceedings of the Academy of Natural Sciences of Philadelphia, vol. 12, p. 480-510 (texte intégral).